# Steevy Chong Hue
Steevy Chong Hue (en chino: 斯蒂维·张, 26 de enero de 1990 en Raiatea) es un futbolista francopolinesio de ascendencia china que juega como delantero en el AS Tefana de la Primera División de Tahití. 

## Carrera
Debutó en 2009 en el AS Semine. Ese mismo año fue fichado por el AS Dragon, donde jugó hasta 2011, cuando fue vendido al FC Bleid belga (ahora BX Brussels). Regresó al Dragon en 2013 para disputar la Liga de Campeones de la OFC. En 2014 pasó al AS Tefana.

## Trayectoria
| Club        | País               | Año             |
| ----------- | ------------------ | --------------- |
| AS Semine   | Polinesia Francesa | 2009            |
| AS Dragon   | Polinesia Francesa | 2009 - 2011     |
| BX Brussels | Bélgica            | 2011 - 2012     |
| AS Dragon   | Polinesia Francesa | 2013 - 2014     |
| AS Tefana   | Polinesia Francesa | 2014 - Presente |

## Selección nacional
Con la selección tahitiana sub-20 ganó el Campeonato de la OFC 2008 y disputó la Copa Mundial 2009 jugada en Egipto. Ya con la selección mayor, consiguió la medalla de bronce en los Juegos del Pacífico 2011. Al año siguiente fue convocado para la Copa de las Naciones de la OFC. Le convirtió un gol a Samoa en la fase de grupos y el tanto con el que Tahití venció en la final a Nueva Caledonia por 1-0. En junio de 2013 fue uno de los 23 jugadores que disputaron la Copa Confederaciones en Brasil. En el torneo oceánico 2016 volvió a convertirle al elenco samoano en fase de grupos, pero Tahití quedó eliminada en dicha fase.

### Goles internacionales
| # | Fecha                   | Lugar                                                      | Oponente        | Gol | Resultado | Competición                                |
| - | ----------------------- | ---------------------------------------------------------- | --------------- | --- | --------- | ------------------------------------------ |
| 1 | 30 de agosto de 2011    | Estadio Boewa, Numea, Nueva Caledonia                      | Islas Cook      | 4–0 | 7–0       | Juegos del Pacífico de 2011                |
| 2 | 30 de agosto de 2011    | Estadio Boewa, Numea, Nueva Caledonia                      | Islas Cook      | 7–0 | 7–0       | Juegos del Pacífico de 2011                |
| 3 | 5 de septiembre de 2011 | Estadio Boewa, Numea, Nueva Caledonia                      | Kiribati        | 4–0 | 17–1      | Juegos del Pacífico de 2011                |
| 4 | 5 de septiembre de 2011 | Estadio Boewa, Numea, Nueva Caledonia                      | Kiribati        | 5–1 | 17–1      | Juegos del Pacífico de 2011                |
| 5 | 5 de septiembre de 2011 | Estadio Boewa, Numea, Nueva Caledonia                      | Kiribati        | 7–1 | 17–1      | Juegos del Pacífico de 2011                |
| 6 | 1 de junio de 2012      | Estadio Lawson Tama, Honiara, Islas Salomón                | Samoa           | 6–0 | 10–1      | Clasificación para la Copa Mundial de 2014 |
| 7 | 10 de junio de 2012     | Estadio Lawson Tama, Honiara, Islas Salomón                | Nueva Caledonia | 1–0 | 1–0       | Copa de las Naciones de la OFC 2012        |
| 8 | 29 de mayo de 2016      | Estadio Sir John Guise, Puerto Moresby, Papúa Nueva Guinea | Samoa           | 3–0 | 4–0       | Copa de las Naciones de la OFC 2016        |

## Logros

### AS Dragon
- Primera División de Tahití: 2011-12, 2012-13

### Tahití
- Copa de las Naciones de la OFC: 2012

### Distinciones individuales
- Bota de Oro de la Primera División de Tahití: 2011-12 (11 goles)

## Vida personal
Chong Hue es descendiente de chinos hakka, sus ancestros provenían del distrito de Longgang (anteriormente conocido como Bao'an) en la ciudad de Shenzhen.